# Taftechna
Tafetchna (en àrab تافتشنا, Tāfatxnā; en amazic ⵜⴰⴼⵜⵛⵏⴰ) és una comuna rural de la província de Zagora, a la regió de Drâa-Tafilalet, al Marroc. Segons el cens de 2014 tenia una població total de 5.258 persones.